# Тавлинка (Хабаровский край)
Тавлинка — село в Солнечном районе Хабаровского края. Входит в состав Берёзовского сельского поселения. Население по данным 2011 года — 223 человека, в основном старообрядцы.

## История
В 1981 году указом Президиума Верховного Совета РСФСР село Амгунь переименовано в Тавлинка.

## Население
| 1992 | 2002 | 2010 | 2011 | 2012 | 2021 |
| ---- | ---- | ---- | ---- | ---- | ---- |
| 196  | ↗218 | ↘216 | ↘215 | →215 | ↗331 |